# سیارک ۵۵۷
سیارک ۵۵۷ (به انگلیسی: 557 Violetta، نامگذاری:1905PY) پانصد و پنجاه و هفتمین سیارک کشف شده‌است که در ۲۶ ژانویه ۱۹۰۵ و در هایدلبرگ کشف شد.
قدر مطلق سیارک برابر ۱۱٫۸۰ است.